# Fenain
Fenain és un municipi francès, situat a la regió dels Alts de França, al departament del Nord. L'any 2006 tenia 5.348 habitants. Limita al nord amb Rieulay i Wandignies-Hamage, al nord-est amb Wandignies-Hamage i Erre, al sud-est amb Somain i Abscon, i al nord-oest amb Rieulay.

## Demografia
| 1962                                       | 1968  | 1975  | 1982  | 1990  | 1999  | 2006  |
| ------------------------------------------ | ----- | ----- | ----- | ----- | ----- | ----- |
| 5.253                                      | 5.462 | 6.270 | 5.775 | 5.639 | 5.365 | 5.342 |
| Des de 1962: població sense dobles comptes |       |       |       |       |       |       |

## Administració
| Període | Identitat     | Partit |
| ------- | ------------- | ------ |
| 2001-   | Danielle Bray | PCF    |